# Laure Lepailleur
Laure Maud Yvette Lepailleur, född 7 mars 1985 i Bernay i Frankrike, är en fransk före detta fotbollsspelare. Hon ingick i Frankrikes trupp i EM i Finland år 2009 och VM i Tyskland år 2011. Hon spelade senast för klubben FCF Juvisy.